# Carex angustisquama
Espèce
Classification phylogénétique
Carex angustisquama est une espèce de plantes du genre Carex et de la famille des Cyperaceae.